# ラストショー (浜田省吾の曲)
「ラストショー」は、1981年8月26日に発売された浜田省吾の13枚目のシングル。

## 概要
7枚目のアルバム『愛の世代の前に』からの先行シングル。
「ラストショー」は、「青春映画のようなドラマチックな曲」をイメージして作られた。1991年9月1日発売アルバム『EDGE OF THE KNIFE』でのリメイク・ヴァージョンは、落ち着いた雰囲気の重厚な仕上がりになっている。
「さよならの前に」は、ライブのアンコールなどの終盤でよく歌われていた。2005年発売のシングル「Thank you」のカップリングにてリメイクされた。
1989年3月21日、CBS・ソニー発足20周年企画「Platinum Single Series」でとして過去発売アナログシングルから本作がピックアップされ8cmCDシングル化された（後述：「ラストショー/ON THE ROAD（再発シングル）」）。

## 記録
オリコンチャート94位ながら、1979年に発売されたシングル「風を感じて」以来、久々にチャートインした。

## 収録曲
| 全作詞・作曲: 浜田省吾。 |                    |           |            |                                     |      |
| #                        | タイトル           | 作詞      | 作曲・編曲 | 編曲                                | 時間 |
| 1.                       | 「ラストショー」   | 浜田省吾  | 浜田省吾   | 水谷公生 コーラスアレンジ: 町支寛二 | 4:20 |
| 2.                       | 「さよならの前に」 | 浜田省吾  | 浜田省吾   | 板倉雅一 コーラスアレンジ: 町支寛二 | 3:26 |
| 合計時間:                | 合計時間:          | 合計時間: | 7:46       |                                     |      |

## 参加ミュージシャン
| ラストショー - Drums：菊地丈夫 - Bass：岡沢茂 - Guitar：水谷公生 - Keyboards：佐藤準 | さよならの前に - THE FUSE - Drums：鈴木俊二 - Bass：江澤宏明 - Keyboards：いちのへきよし - Guitars：町支寛二 - Saxophones：ジェイク・H・コンセプション - Clapping & Voices：All TOUR STAFF |

## 収録作品
| 曲名           | タイトル                                | 発売日        | 備考                                                                  |
| -------------- | --------------------------------------- | ------------- | --------------------------------------------------------------------- |
| ラストショー   | 愛の世代の前に                          | 1981年9月21日 |                                                                       |
| ラストショー   | EDGE OF THE KNIFE                       | 1991年9月1日  | セルフカバーアルバム。 この作品以降、歌詞が一箇所だけ変更されている。 |
| ラストショー   | ROAD OUT "TRACKS"                       | 1996年2月29日 | ライブヴァージョン                                                    |
| ラストショー   | The History of Shogo Hamada "Since1975" | 2000年11月8日 | ベスト・アルバム。オリジナル音源を収録。                              |
| ラストショー   | ON THE ROAD 2011 "The Last Weekend"     | 2012年9月19日 | ライブヴァージョン                                                    |
| さよならの前に | 未収録                                  |               |                                                                       |

| 曲名           | タイトル                                                                                             | 発売日        | 備考                                                              |
| -------------- | --- | ------------- | ----------------------------------------------------------------- |
| ラストショー   | ROAD OUT "MOVIE"                                                                                     | 1996年2月29日 |                                                                   |
| ラストショー   | ON THE ROAD 2005-2007 "My First Love"                                                                | 2008年4月2日  |                                                                   |
| ラストショー   | ON THE ROAD 2011 "The Last Weekend"                                                                  | 2012年9月19日 | ボーナス・トラックとして収録。                                    |
| ラストショー   | ON THE ROAD 2015-2016 "Journey of a Songwriter"                                                      | 2018年4月25日 |                                                                   |
| ラストショー   | ON THE ROAD 2015-2016 旅するソングライター "Journey of a Songwriter"                                 | 2018年4月25日 |                                                                   |
| ラストショー   | ON THE ROAD 2022 LIVE at 武道館                                                                      | 2022年7月6日  | 2022年1月6日と7日に日本武道館で開催されたコンサートの模様を収録。 |
| ラストショー   | ON THE ROAD 2023 Welcome back to The Rock Show youth in the "JUKEBOX"                                | 2024年9月4日  |                                                                   |
| さよならの前に | ON THE ROAD 2005-2007 "My First Love"                                                                | 2008年4月2日  |                                                                   |
| さよならの前に | Shogo Hamada Official Fan Club Presents "100% FAN FUN FAN" ON THE AVENUE 2013 「曇り時々雨のち晴れ」 | 2020年12月9日 |                                                                   |

## ラストショー/ON THE ROAD（再発シングル）
1989年3月21日、CBS・ソニー発足20周年企画「Platinum Single Seies」で過去発売アナログシングルから本作がピックアップされCDシングル化。その際、15thシングル「ON THE ROAD」との両A面シングルとなった。
ジャケットアートは、ライブ写真を使用したニュージャケットとなっている。
2005年3月24日と2021年6月23日に、マキシシングルとしてリサイズされ復刻された。

### 収録曲
| 全作詞・作曲: 浜田省吾、全編曲: 水谷公生。 |                  |          |            |      |
| #                                          | タイトル         | 作詞     | 作曲・編曲 | 時間 |
| 1.                                         | 「ラストショー」 | 浜田省吾 | 浜田省吾   | 4:28 |
| 2.                                         | 「ON THE ROAD」  | 浜田省吾 | 浜田省吾   | 3:57 |
| 合計時間:                                  | 合計時間:        | 8:25     |            |      |

### 参加ミュージシャン
| ラストショー - Worlds and Music by 浜田省吾 - Arranged by 水谷公生 - Chorus Arranged by 町支寛二 - Drums：菊地丈夫 - Bass：岡沢茂 - Keyboards：佐藤準 - Electric Guitar：水谷公生 - Chorus：町支寛二 | ON THE ROAD - Worlds and Music by 浜田省吾 - Arranged by 水谷公生 - Chorus Arranged by 町支寛二 - Drums：鈴木俊二 - Bass：江澤宏明 - Keyboards：板倉雅一, 一戸清 - Electric Guitar：町支寛二, 水谷公生 - Chorus：町支寛二 |

## カバー
ラストショー
- レスリー・チャン - 香港の歌手・俳優。1983年のアルバム『風繼續吹』収録。広東語の歌詞でタイトルは「共您別離」。